# Musée des langues
Un musée des langues (en anglais : language museum) est un type de musée consacré à une langue en particulier, ou à plusieurs langues. Il en existe dans plusieurs pays, beaucoup des musées répertoriés de ce type sont sur le continent européen. D'après un linguiste dirigeant un musée de cette catégorie, « les musées des langues sont des musées d’idées et de problématiques plus que des musées d’objets ». 

## Particularités
Les musées des langues sont rares, ce thème se prêtant peu à la muséographie. Néanmoins, il en existe quelques uns. Le premier musée des langues, le centre Ivar Aasen, est fondé en Norvège en 1898. Son directeur, le linguiste Ottar Grepstad, déclare que « les musées des langues sont des musées d’idées et de problématiques plus que des musées d’objets ». À partir des années 1990, plusieurs musées des langues ouvrent. 
Les musées des langues peuvent aussi exposer des sujets culturels, ce point de vue pouvant être pertinent dans l'étude de la langue, et réciproquement. L'étymologie constitue un autre aspect auxquels les expositions de ces musées s'intéressent. Les aspects sociolinguistiques et psycholinguistiques sont aussi montrés (tabous, relations entre langue et technologie…). Souvent interactifs, ces musées traitent de la langue vivante, des différents usages non-normatifs, des proverbes... Lorsqu'ils sont consacrés à une langue rare ou en danger, ils jouent un rôle dans la préservation de cette langue (c'est le cas du teneo de Lengua y Cultura Guaraní, au Paraguay, consacré au Guarani et du Cultúrlann McAdam ó Fiaich, musée de la langue irlandaise). Le phénomène des musées des langues est récent. 

## Exemples

### Europe
En Italie, à Florence, un musée de la langue italienne doit ouvrir en 2021. 
Dans le sixième arrondissement de Paris, Mundolingua est un musée des langues, du langage et de la linguistique. 
Aux Pays-Bas, le musée des langues de Leyde traite des langues du monde. 
En Allemagne, à Berlin, le Museum der Sprachen der Welt ouvre en 2017 et réalise notamment des sondages, débats et conférences au sujet des langues.
Plusieurs musées sont consacrés à la langue construite espéranto : un en France, un en Tchéquie, un en Autriche. En Espagne, un musée est consacré au basque.

### Amérique

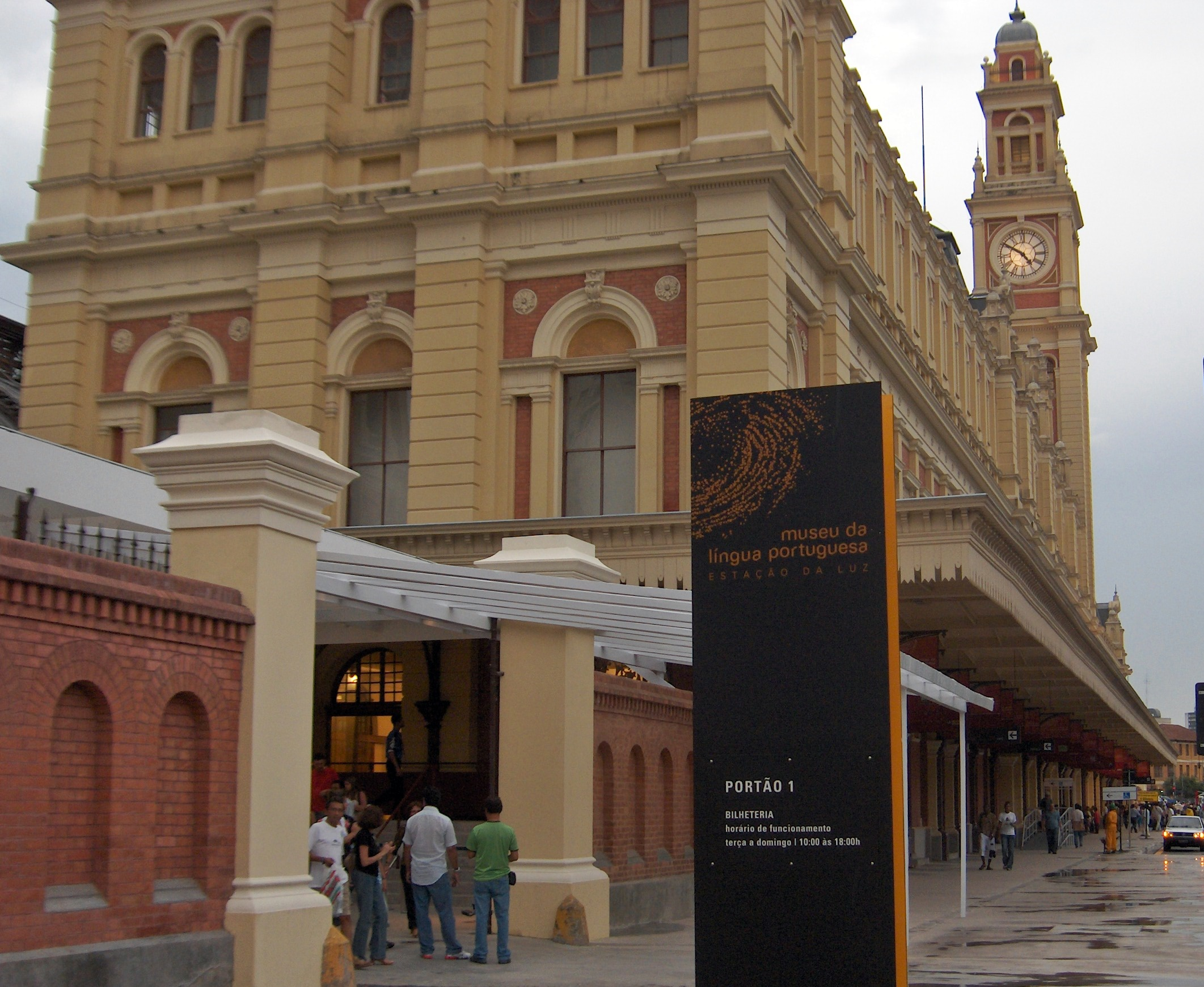
Le musée de la langue portugaise

Le musée des langues, à Toronto, consacre notamment une exposition aux langues autochtones du Canada. 
Aux Etats-Unis, à Maryland, le National Museum of Language (fondé en 1997), est désormais entièrement virtuel. Le musée Planet World, à Washington, a pour devise « le musée où les langues prennent vie ». Au Brésil, le musée de la langue portugaise est inauguré en 2006
.

### Afrique, Asie, Océanie
Sur ces continents, les musées des langues sont plus rares. L'Afrique compte ainsi un seul musée des langues répertorié, situé en Afrique du Sud et ayant pour thème l'Afrikaans. Il existe aussi un musée des langues en Australie. 
En Asie, on compte le musée national du Hangeul en Corée du Sud, un musée des langues du monde en Chine, un musée consacré à l'écriture chinoise dans le même pays ainsi qu'un musée des langues du monde en Russie. 